# Катастрофа Ту-134 під Софією
Катастрофа Ту-134 під Софією — авіаційна катастрофа, що сталася 10 січня 1984 в аеропорту Софії з літаком Ту-134А авіакомпанії Балкан, в результаті якої загинули 50 людей.

## Літак
Ту-134А з бортовим номером LZ-TUR (заводський — 4352308, серійний — 23-08) було випущено Харківським авіазаводом у 1974 році і в травні передано болгарській авіакомпанії Балкан. Пасажирів місткість його салону становила 72 місця.

## Катастрофа
Літак виконував пасажирський рейс з Берліна до Софії. На його борту перебували 5 членів екіпажу, командиром (КВС) якого був Кирило Велінов, та 45 пасажирів. Також в останній момент у кабіну зайшов перевіряючий із Державної авіаційної інспекції (болг. Държавната въздухоплавателна инспекция (ДВИ), який звільнив другого пілота і сам зайняв його місце. Загалом політ до Софії пройшов без відхилень.На підході до аеропорту Софії авіалайнер потрапив у снігову бурю. Командир вирішив було йти на запасний аеродром, але о 19:30 між командиром та перевіряючим відбувся наступний діалог, який був зафіксований бортовим самописцем:
— Командиру, ви повинні виконати посадку наосліп, по приладах!
 — У таку бурю, дощ та грім?
 — Опускайте шторки та виконуйте!
 — Ви божевільний, товаришу перевіряючий — ми ж загубимо всіх!
Оригінальний текст (болг.)
— Командире, заповядвам ви да изпълните сляпо кацане, само по уреди

— При тази буря, дъжд и гръмотевици?

— Спусни пердетата и изпълнявай!

— Вие луд ли сте, другарю проверяващ — ще се пребием всички!

Командир намагався відмовити перевіряльника, але той був непохитний і командир підкорився. При заході на посадку літак виявився лише за 80—100 метрів від землі. О 19:35 (за іншими даними о 19:38) авіалайнер зачепив крилом дроти ЛЕП, втратив швидкість і врізався в землю за 4,2 кілометра від торця ЗПС і, промчавши по землі, спалахнув. Аварійні служби, які прибули до місця катастрофи, почали гасити пожежу, але робили це порошком, а не піною. Пізніше у легенях багатьох загиблих було виявлено цей порошок, що свідчило про зволікання аварійних служб з порятунком людей.
У катастрофі загинули усі 50 людей на борту. На 2013 за кількістю жертв ця авіакатастрофа посідає третє місце в Болгарії.

## Причини
Комісія, що розслідувала подію, поклала провину на загиблий екіпаж. Однак, в авіакомпанії були проведені масові звільнення і протягом однієї доби були звільнені вісім з половиною сотень співробітників.